# 比森 (伊利諾伊州)
比森（英語：Beason）是位於美國伊利諾伊州洛根縣的一個人口普查指定地區。

## 地理
比森的座標為40°08′37″N 89°11′36″W / 40.14361°N 89.19333°W，而該地最高點為海拔高度195米（即640英尺）。

## 人口
根據2010年美國人口普查的數據，比森的面積為1.62平方千米，當中陸地面積為1.62平方千米，而水域面積為0.00平方千米。當地共有人口189人，而人口密度為每平方千米116.67人。